# Miguel Parelló
Miguel Parelló (Palma de Mallorca, España 1674- 1730) fue un escultor español.
Hizo su aprendizaje en Barcelona y la mayor parte de sus obras, en las que se nota más habilidad técnica que sentimiento artístico, las hizo para conventos e iglesias de Cataluña, pero muchas de ellas desaparecieron después de la supresión de las órdenes religiosas. No obstante, entre sus principales trabajos citaremos las figuras que decoran el retablo de la iglesia de La Bisbal, las estatuas de la capilla de San Antonio del convento de franciscanos de Berga y dos ángeles para la entrada del convento de los servitas de Barcelona.
- El contenido de este artículo incorpora material del tomo 42 de la Enciclopedia Universal Ilustrada Europeo-Americana (Espasa), cuya publicación fue anterior a 1945, por lo que se encuentra en el dominio público.

- Datos: Q6014917